# Anna Cmaylo
Anna Cmaylo est une ancienne joueuse de volley-ball américaine née le 14 novembre 1986 à Teaneck (New Jersey). Elle mesure 1,92 m et jouait au poste de centrale.

## Clubs
| Club                   | De        | À         |
| ---------------------- | --------- | --------- |
| Santa Clara University | 2004-2005 | 2007-2008 |
| VBC Cheseaux           | 2008-2009 | 2008-2009 |
| ATSC Klagenfurt        | 2009-2010 | 2009-2010 |
| Dresdner SC            | 2010-2011 | 2011-2012 |
| ATSC Klagenfurt        | 2012-2013 | 2012-2013 |

## Palmarès
- Championnat d'Allemagne
  - Finaliste : 2011.